# Breeders (Fernsehserie)
Breeders ist eine britisch-amerikanische Fernsehserie, die von Martin Freeman, Chris Addison und Simon Blackwell erstellt wurde. Die Serie handelt von einem Elternpaar, das mit der Elternschaft zu kämpfen hat, und basiert teilweise auf Freemans eigener Erfahrung als Vater. Freeman spielt auch die Hauptrolle in der Serie.
Die Serie wurde am 2. März 2020 im amerikanischen Kabelnetz FX und am 12. März 2020 im britischen Netz Sky One uraufgeführt.
Im Mai 2020 wurde Breeders für eine zweite Staffel verlängert, die am 22. März 2021 Premiere hatte. Im Mai 2021 wurde die Serie für eine dritte Staffel verlängert, die am 9. Mai 2022 Premiere hatte. Im Juli 2022 wurde die Serie um eine vierte Staffel verlängert.

## Besetzung und Synchronisation
| Figur                              | Schauspieler   | Synchronsprecher   |
| ---------------------------------- | -------------- | ------------------ |
| Paul Worsley                       | Martin Freeman | Manuel Straube     |
| Ally Grant                         | Daisy Haggard  | Mareile Moeller    |
| Luke (jung; Paul und Allys Sohn)   | George Wakeman | Ludwig Ott         |
| Luke (Paul und Allys Sohn)         | Alex Eastwood  | -                  |
| Ava (jung; Paul und Allys Tochter) | Jayda Eyles    | Ellis Drews        |
| Ava (Paul und Allys Tochter)       | Eve Prenelle   | -                  |
| Jim (Pauls Vater)                  | Alun Armstrong | Bodo Wolf          |
| Jackie (Pauls Mutter)              | Joanna Bacon   | Katharina Lopinski |
| Michael (Allys Vater)              | Michael McKean | -                  |
| Leah (Allys Mutter)                | Stella Gonet   | -                  |
| Darren (Paul und Allys Freund)     | Patrick Baladi | Patrick Winczewski |
| Carl (Paul und Allys Nachbar)      | Tim Steed      | -                  |

## Episoden
| Staffel | Folge | Orig. Titel  | Dt. Titel          | Dt. Erstausstrahlung |
| ------- | ----- | ------------ | ------------------ | -------------------- |
| 1       | 1     | No Sleep     | Schlaflose Nächte  | 04.08.2020           |
| 1       | 2     | No Places    | Schulstress        | 04.08.2020           |
| 1       | 3     | No Accident  | Unfälle passieren  | 11.08.2020           |
| 1       | 4     | No Lies      | Entrümpelung       | 11.08.2020           |
| 1       | 5     | No Dad       | Trauerbewältigung  | 18.08.2020           |
| 1       | 6     | No Talking   | Loslassen          | 18.08.2020           |
| 1       | 7     | No Exit      | Lenny              | 25.08.2020           |
| 1       | 8     | No Honeymoon | Das Berlin-Angebot | 25.08.2020           |
| 1       | 9     | No Cure (1)  | Veränderungen      | 01.09.2020           |
| 1       | 10    | No Cure (2)  | Gebet an Bowie     | 01.09.2020           |

| Staffel | Folge | Orig. Titel   | Dt. Titel          | Dt. Erstausstrahlung |
| ------- | ----- | ------------- | ------------------ | -------------------- |
| 2       | 1     | No Surrender  | Keine Kapitulation | 22.06.2021           |
| 2       | 2     | No Fear       | Keine Angst        | 22.06.2021           |
| 2       | 3     | No Connection | Keine Verbindung   | 29.06.2021           |
| 2       | 4     | No Faith      | Kein Glaube        | 29.06.2021           |
| 2       | 5     | No Baby       | Kein Baby          | 06.07.2021           |
| 2       | 6     | No Choice     | Keine Wahl         | 06.07.2021           |
| 2       | 7     | No Excuses    | Keine Ausreden     | 13.07.2021           |
| 2       | 8     | No Friends    | Keine Freunde      | 13.07.2021           |
| 2       | 9     | No Power (1)  | Kein Strom (1)     | 21.07.2021           |
| 2       | 10    | No Power (2)  | Kein Strom (2)     | 21.07.2021           |

| Staffel | Folge | Orig. Titel  | Dt. Titel            | Dt. Erstausstrahlung |
| ------- | ----- | ------------ | -------------------- | -------------------- |
| 3       | 1     | No Direction | Perspektivenwechsel  | 16.08.2022           |
| 3       | 2     | No Worries   | Sorgen über Sorgen   | 16.08.2022           |
| 3       | 3     | No Comfort   | Kein Trost           | 23.08.2022           |
| 3       | 4     | No Body      | Niemand wie keiner   | 23.08.2022           |
| 3       | 5     | No Can Do    | Das wird nicht gehen | 30.08.2022           |
| 3       | 6     | No Show      | Nichterscheinen      | 30.08.2022           |
| 3       | 7     | No Failure   | Kein Stress          | 06.09.2022           |
| 3       | 8     | No Way Back  | Kein Weg zurück      | 06.09.2022           |
| 3       | 9     | No More (1)  | Schluss damit (1)    | 13.09.2022           |
| 3       | 10    | No More (2)  | Schluss damit (2)    | 13.09.2022           |

## Rezeption
Beim Wertungsaggregator Rotten Tomatoes erreichte die erste Staffel bei Kritikern einen Zustimmungswert von 83 %, basierend auf 35 Bewertungen.
Die deutsche Synchronisation erhielt den Synchronisationspreis 2021 in der Sparte „Beste Comedyserie“.

## Belege
1. ↑  Deutscher Synchronisationspreis 2021, abgerufen am 16. Oktober 2022